# Đại hãn quốc Mông Cổ
Đại hãn quốc Mông Cổ (tiếng Mông Cổ: ᠣᠯᠠᠨ᠎ᠠ
ᠡᠷᠭᠦᠭ᠍ᠳᠡᠭᠰᠡᠨ
ᠮᠣᠩᠭᠣᠯ
ᠤᠯᠤᠰ, chữ Mông Cổ: Олноо Өргөгдсөн Монгол улс) là chính phủ Mông Cổ (Ngoại Mông Cổ) giữa năm 1911 và 1919, và một lần nữa từ 1921 tới 1924. Vào mùa xuân năm 1911, một số quý tộc Mông Cổ nổi bật bao gồm Hoàng thân Tögs-Ochiryn Namnansüren đã thuyết phục Jebstundamba Khutukhtu triệu tập một cuộc họp của quý tộc và các quan chức giáo hội để thảo luận về sự độc lập khỏi Trung Hoa dưới thời nhà Thanh do người Mãn lãnh đạo. Ngày 30 tháng 11 năm 1911 người Mông Cổ thành lập Chính phủ Lâm thời Khalkha. Vào ngày 29 tháng 12 năm 1911, người Mông Cổ tuyên bố độc lập khỏi đế quốc nhà Thanh đang sụp đổ sau cuộc cách mạng Tân Hợi. Họ lập nên chủ quyền thần quyền thứ 8 Bogd Gegeen, cơ quan có thẩm quyền cao nhất của Phật giáo Tây Tạng ở Mông Cổ, người nắm giữ danh hiệu Đại hãn quốc hay "Người cai trị Thiêng". Đại hãn quốc là khả hãn cuối cùng của Mông Cổ. Điều này mở ra thời kỳ "Mông Cổ Thần quyền", cũng gọi là Đại hãn quốc
Ba dòng chảy lịch sử đang hoạt động trong thời kỳ này. Thứ nhất là nỗ lực của người Mông Cổ để hình thành nên một nhà nước độc lập, dân chủ bao gồm Nội Mông, Barga (cũng gọi là Hulunbuir), Thượng Mông Cổ, Tây Mông Cổ và Tannu Uriankhai. Thứ hai là quyết tâm của Đế quốc Nga đạt được mục tiêu kép của việc thiết lập sự nổi trội của chính mình ở đất nước này, đồng thời đảm bảo quyền tự trị của Mông Cổ trong một quốc gia mới độc lập của Trung Quốc. Thứ ba là thành công cuối cùng của Trung Quốc trong việc loại bỏ quyền tự trị Mông Cổ và tạo chủ quyền cho đất nước.

## Quốc hiệu
Quốc hiệu chính thức của Đại hãn quốc Mông Cổ là "Ikh Mongol Uls". Tên Mông Cổ được sử dụng nói chung là Olnoo Örgögdson Mongol Uls (Олноо өргөгдсөн Монгол улс, giản thể: 大蒙古汗国; phồn thể: 大蒙古汗國; Hán-Việt: Đại Mông Cổ Hãn quốc; bính âm: Dà Měnggǔ Hànguó) hoặc "Khaant uls" (хаант улс, khả hãn).. Trung Quốc còn có tên gọi khác là Hãn quốc Bác Khắc Đa (tiếng Mông Cổ: Богд хаант Монгол улс, giản thể: 博克多汗国; phồn thể: 博克多汗國; Hán-Việt: Bác Khắc Đa Hãn quốc; bính âm: Bókè duō Hànguó), nhưng tên chính thức của Trung Quốc là Đại Mông Cổ Quốc (giản thể: 大蒙古国; phồn thể: 大蒙古國; bính âm: Dà Měnggǔ Guó).

## Cách mạng Ngoại Mông 1911
Vào ngày 2 tháng 2 năm 1913, Khả hãn quốc gửi lực lượng Mong binh Mông Cổ để "giải phóng" Mông Cổ ở Trung Quốc. Đế quốc Nga từ chối bán vũ khí cho Bogd chức kha hản, và Sa hoàng Nga Nikolai II đã nói về "chủ nghĩa đế quốc Mông Cổ". 10,000 K cav binh Bên ngoài và Mông Cổ kiểm soát gần như toàn bộ Mông Cổ; tuy nhiên, quân đội Mông Cổ rút lui vì thiếu vũ khí vào năm 1914. Mông Cổ đánh mất Nội Mông năm 1915.

## Chính phủ và xã hội
Nhà nước Mông Cổ mới là sự kết hợp của các yếu tố rất khác nhau: các thể chế chính trị phương Tây, chế độ dân chủ Mông Cổ, và các triều đại nhà Thanh về chính trị và hành chính. Ngày 29 tháng 12 được tuyên bố là ngày độc lập và là ngày lễ quốc gia. Urga (Ulan Bator hiện đại), cho đến khi được người Mông Cổ biết đến như là "Tu viện lớn" (Ikh khüree), được đổi tên thành "tu viện thủ đô" (Niislel khüree) để phản ánh vai trò mới của nó là trụ sở chính phủ. Tên "Đại Mông Cổ quốc" (Ikh Mongol uls) và quốc kỳ đã được thông qua. Quốc hội (ulsyn khural) được tạo ra, bao gồm thượng viện và hạ viện. Chính phủ Mông Cổ mới được thành lập với 5 bộ: nội bộ, ngoại giao, tài chính, công lý và quân đội. Do đó, một quân đội quốc gia đã được thành lập.
Nhà nước mới cũng phản ánh theo cách cũ; Bogd Khaan đã thông qua danh hiệu "Nâng cao bởi Nhiều người" (Olnoo örgogdsön), một tên phong cách được các vị vua Tây Tạng sử dụng (nó đã được tin tưởng). Ông đã thăng các hoàng tử cầm quyền và các lạt ma theo một cấp, một hành động truyền thống được thực hiện bởi các hoàng đế mới được cài đặt Trung Quốc. Các nhà lãnh đạo tôn giáo và nhà thờ được hướng dẫn để cống phẩm hàng năm, "cửu bạch". Theo truyền thống, "cửu bạch" là tám con ngựa trắng và một con lạc đà trắng. Nhân dịp này, "cửu bạch" gồm 3.500 con ngựa và 200 lạc đà được gửi tới Bogd Khaan thay vì Hoàng đế nhà Thanh cũng như trong quá khứ. Một lần nữa, Bogd Khaan chiếm đoạt cho mình quyền trao cấp bậc và con dấu của chức vụ cho quý tộc Mông Cổ.
Bản thân Bogd Khaan là sự lựa chọn không thể tránh khỏi như là nhà lãnh đạo của nhà nước với quan điểm về tầm vóc của ông như là biểu tượng được tôn kính của Phật giáo ở Mông Cổ. Ông nổi tiếng khắp cả nước vì những quyền lực siêu nhiên và ngoạn mục đặc biệt của mình và với tư cách Đại đế của Mông Cổ. Ông đã thiết lập các mối liên hệ với các cường quốc nước ngoài, cố gắng giúp phát triển kinh tế (chủ yếu là nông nghiệp và quân sự), nhưng mục tiêu chính của ông là phát triển Phật giáo ở Mông Cổ.
Nhà nước mới là dân chủ, và hệ thống của nó phù hợp với Mông Cổ, nhưng nó không hiệu quả về mặt kinh tế vì các nhà lãnh đạo không có kinh nghiệm về những vấn đề như vậy. Nhà Thanh đã cẩn thận kiểm tra sự lấn chiếm của tôn giáo vào vũ đài thế tục; sự kiềm chế đó giờ đã biến mất. Chính sách của nhà nước được chỉ đạo bởi các nhà lãnh đạo tôn giáo, với sự tham gia của các bậc quý tộc ít. Quốc hội chỉ có quyền tư vấn; trong bất kỳ trường hợp nào, nó đã không gặp nhau cho đến năm 1914. Văn phòng Tôn giáo và nhà nước, một cơ quan ngoài chính phủ do một vị lama đứng đầu, đóng vai trò chỉ đạo các vấn đề chính trị. Bộ Nội vụ thận trọng trong việc bảo đảm rằng các nhà truyền giáo cao cấp được đối xử với sự tôn trọng nghiêm trọng bởi những người cư sĩ.

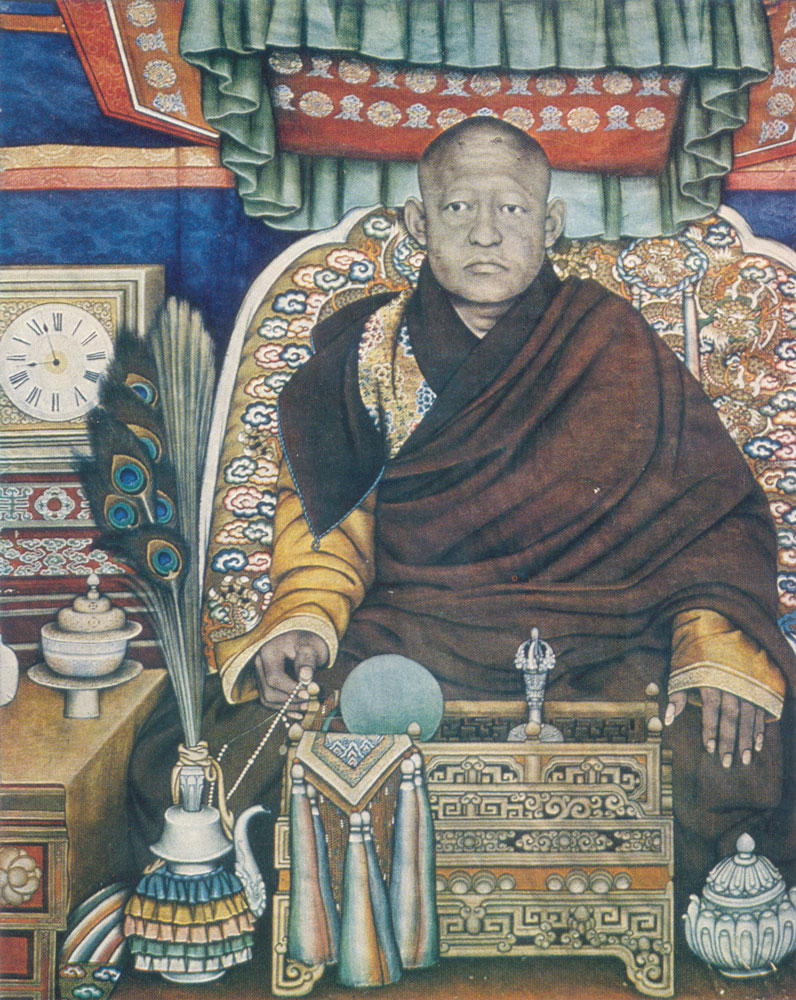
Bogd Khaan

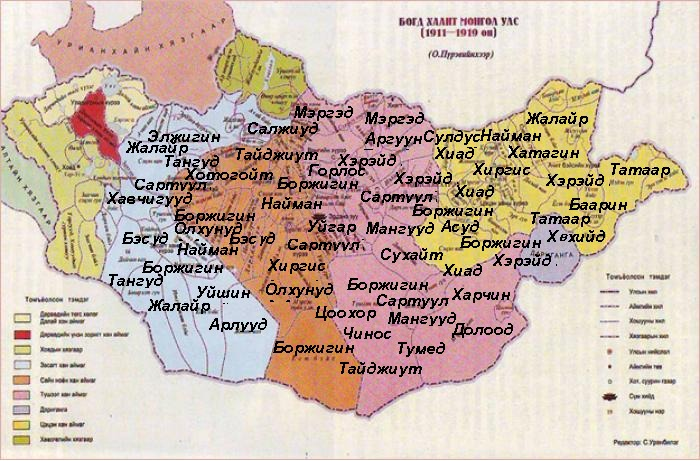
Các bộ lạc Mông Cổ ngoài các năm 1910

Người đứng đầu Cục đạo đức của Bogd Khaan (Shav yamen) đã cố gắng chuyển càng nhiều người chăn cừu giàu có càng tốt sang các di sản giáo hội (Ikh Shav'), kết quả là dân số mang gánh nặng thuế ngày càng nặng nề. Mười nghìn bức tượng Phật đã được mua vào năm 1912 để phục vụ cho việc phục hồi thị lực của Bogd Khaan. Một bức tượng bằng gang của Đức Phật, cao 84 feet, được mang từ Dolonnor, và một ngôi đền được xây dựng để đặt bức tượng. D. Tsedev, trang 49-50. Năm 1914, Cơ quan Hành chính đã ra lệnh cho chính phủ chi trả cho một nghi lễ tôn giáo đặc biệt với số tiền 778.000 gạch chè (đơn vị tiền tệ trong ngày), một khoản tiền khổng lồ.

## Cơ chế ngoại giao về Mông Cổ
Trong suốt thời đại Bogd Khaan, các vị trí của các chính phủ Trung Quốc và Nga rõ ràng và nhất quán. Trung Quốc kiên quyết rằng Mông Cổ là, và phải là một phần của Trung Quốc. Hiến pháp (tạm thời) của nước Trung Hoa Dân Quốc mới có một tuyên bố không kiên quyết về hiệu ứng này. Một luật về giải quyết cuộc bầu cử Quốc hội Trung Quốc đã quy định các đại biểu từ Mông Cổ. Về phần mình, chính quyền Hoàng gia Nga đã chấp nhận Mông Cổ phải chính thức là một phần của Trung Quốc; tuy nhiên, Nga cũng quyết tâm rằng Mông Cổ có các quyền tự trị rất lớn nên làm cho nó trở nên gần như độc lập. Do đó, năm 1912 Nga đã ký kết một công ước bí mật với Đế quốc Nhật Bản mô tả các lĩnh vực ảnh hưởng tương ứng: Nam Mãn Châu và Nội Mông về tay Nhật Bản, Bắc Mãn Châu và Ngoại Mông thuộc về tay Nga. Bogd Khaan nói với Viên Thế Khải, Tổng thống Trung Hoa Dân quốc rằng: "Tôi đã thành lập quốc gia của chúng tôi trước mặt bạn, Mông Cổ và Trung Quốc có nguồn gốc khác nhau, ngôn ngữ và kịch bản của chúng tôi khác nhau. Bạn không phải là con cháu của Mãn Châu, vậy làm thế nào có thể bạn nghĩ rằng Trung Quốc là người kế vị của Mãn Châu ?".

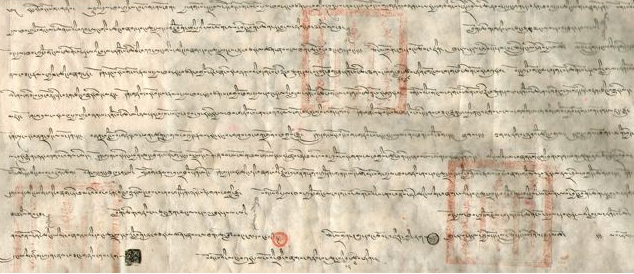
Hiệp ước Hữu nghị Tây Tạng-Mông Cổ

Bất chấp sự phản đối của Trung Quốc và Nga, người Mông Cổ đã không mệt mỏi trong nỗ lực của họ để thu hút sự công nhận quốc tế về độc lập của họ. Các văn kiện ngoại giao được gửi đến các cơ quan lãnh sự nước ngoài tại Hailar; không ai trả lời. Một phái đoàn đi đến Sankt Peterburg, trong số những thứ khác, liên hệ với các đại sứ châu Âu bày tỏ mong muốn quan hệ ngoại giao. Nga không cho phép liên lạc. Một phái đoàn sau đó đến Sankt Peterburg đã gửi những ghi chép cho các đại sứ phương Tây thông báo về sự độc lập của Mông Cổ và việc hình thành một nhà nước Mông Cổ; một lần nữa không ai phản hồi. Người Mông Cổ đã cố gắng đưa một phái đoàn sang Nhật nhưng lãnh sự quán Nhật Bản tại Cáp Nhĩ Tân đã ngăn cản nó tiến hành xa hơn.
Mặc dù vẫn tiếp tục những nỗ lực để đạt được sự công nhận quốc tế, Mông Cổ và Nga đã đàm phán. Vào cuối năm 1912, Nga và Mông Cổ đã ký một hiệp định để Nga công nhận quyền tự trị Mông Cổ trong Trung Hoa Dân quốc; nó cũng cung cấp trợ giúp của Nga trong việc đào tạo một đội quân Mông Cổ mới và cho các đặc quyền thương mại của Nga ở Mông Cổ. Tuy nhiên, trong phiên bản Mông Cổ tương đương của hiệp ước, các điều khoản được chỉ định độc lập đã được sử dụng. Cả hai phiên bản đều có cùng giá trị; vì vậy nó đã được chính thức công nhận Mông Cổ là một quốc gia độc lập và tên của nó Đại Mông Cổ quốc. Năm 1913, Nga đồng ý cung cấp cho Mông Cổ vũ khí và khoản vay là hai triệu rúp. Năm 1913, Mông Cổ và Tây Tạng đã ký hiệp ước song phương, công nhận lẫn nhau là các quốc gia độc lập.
Vào tháng 11 năm 1913, có một Tuyên bố chung Trung-Nga tuyên bố Mông Cổ là một phần của Trung Quốc nhưng với quyền tự trị nội bộ; hơn nữa, Trung Quốc đã đồng ý không đưa quân đội hoặc quan chức sang Mông Cổ, hoặc để cho phép thực dân hóa đất nước; nó cũng phải chấp nhận "nhà nước tốt" của Nga trong các vấn đề Trung Quốc-Mông Cổ. Có một hội nghị ba bên, trong đó Nga, Trung Quốc, và "chính quyền" của Mông Cổ sẽ tham gia. Tuyên bố này không được Mông Cổ coi là hợp pháp vì chính quyền Mông Cổ đã không tham gia vào quyết định này.
Để giảm căng thẳng, người Nga đồng ý cung cấp cho Mông Cổ nhiều vũ khí hơn và khoản vay thứ hai, lần này là ba triệu rúp. Có những thỏa thuận khác giữa Nga và Mông cổ trong những năm đầu này liên quan đến vũ khí, huấn luyện viên quân sự, điện báo, và đường xe lửa đã kết thúc hoặc gần như là do cuộc Chiến tranh thế giới thứ nhất nổ ra vào năm 1914. Tháng 4 năm 1914, phía bắc Tannu Uriankhai được chính thức chấp nhận như là một chế độ bảo hộ của Nga.

### Thỏa ước Kyakhta năm 1915

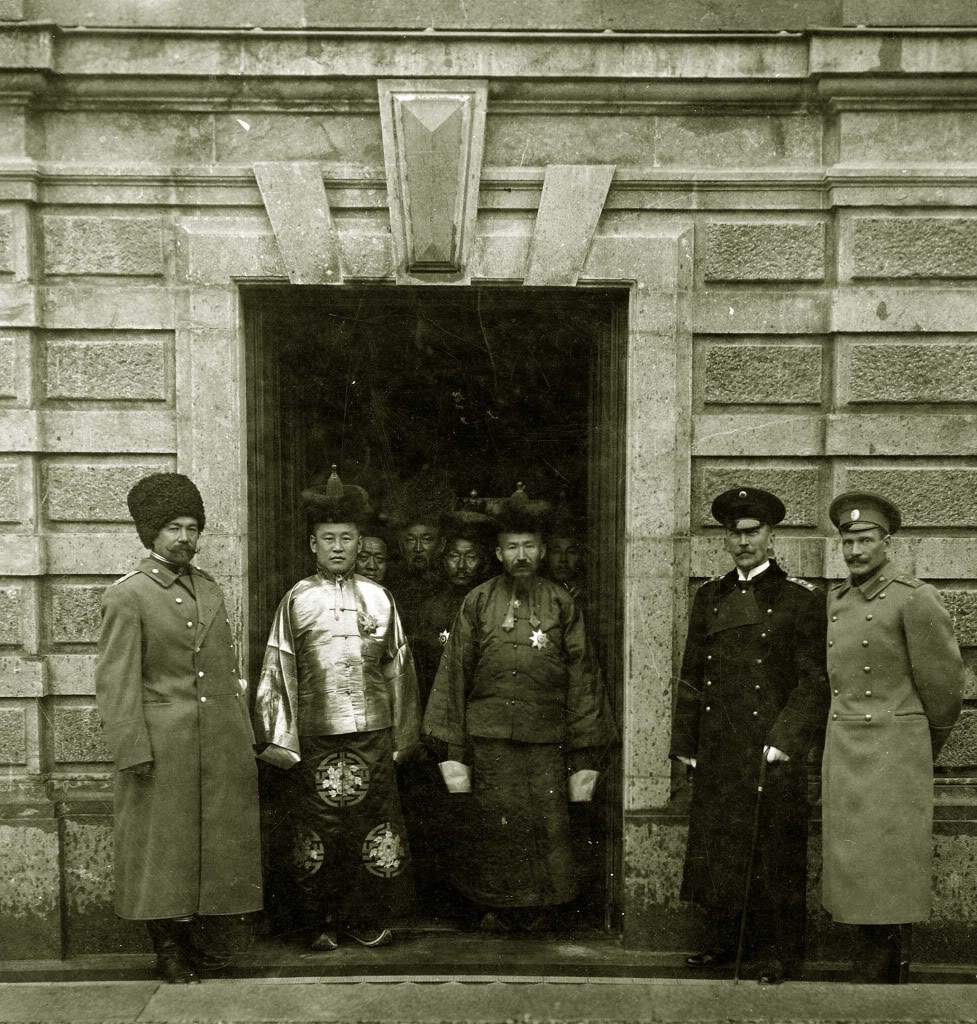
Namnansüren trong đoàn đến Sankt Peterburg

Một cuộc hội nghị ba bên giữa Đế quốc Nga, Trung Hoa Dân quốc và chính phủ Bogd Khaan đã được triệu tập tại Kyakhta vào mùa thu năm 1914. Đại diện Mông Cổ, Thủ tướng Tögs-Ochiryn Namnansüren, đã quyết định mở rộng sự tự trị thành hiện thực, và Trung Quốc bất cứ điều gì nhiều hơn quyền lực bá chủ không rõ ràng, không hiệu quả. Người Trung Quốc tìm cách giảm thiểu, nếu không chấm dứt, quyền tự trị Mông Cổ. Vị trí của Nga ở đâu đó. Kết quả là Hiệp ước Kyakhta tháng 6 năm 1915, đã công nhận quyền tự trị của Mông Cổ trong nhà nước Trung Quốc. Tuy nhiên, Ngoại Mông vẫn có hiệu quả bên ngoài kiểm soát của Trung Quốc và giữ lại các đặc điểm chính của nhà nước theo luật pháp quốc tế thời đó.
Người Mông Cổ xem hiệp ước này là một thảm họa vì nó đã phủ nhận sự công nhận của một quốc gia thực sự độc lập, toàn Mông Cổ. Trung Quốc coi hiệp ước này theo cách tương tự, đồng ý chỉ vì nó đã bận rộn với các vấn đề quốc tế khác, đặc biệt là Nhật Bản. Hiệp ước đã có một đặc điểm quan trọng mà người Trung Quốc sau đó đã trở thành lợi thế của họ; quyền chỉ định một ủy viên cao cấp cho Urga và các phó ủy viên cao cấp cho Uliastai, Khovd và Kyakhta. Điều này cung cấp một sự hiện diện chính trị cao cấp ở Mông Cổ, vốn đã thiếu.

## Từ chối ảnh hưởng của Nga

Mông Cổ năm 1915

Năm 1913, Lãnh sự quán Nga tại Urga bắt đầu xuất bản một tạp chí mang tên Shine tol'  (Chiếc gương mới), mục đích của dự án là nhằm đưa ra một hình ảnh tích cực về Nga. Biên tập viên của nó, một học giả và chính khách của Buryat Ts. Zhamtsarano, biến nó thành một nền tảng cho việc ủng hộ thay đổi chính trị và xã hội. Các Lạt ma đã bị xúc phạm trong lần phát hành đầu tiên, đã phủ nhận rằng thế giới không bằng phẳng; một vấn đề khác đã chỉ trích nặng nề cho tầng lớp quý tộc Mông Cổ vì sự bóc lột người dân bình thường. Các dịch vụ y tế và dịch vụ thú y, một phần của cải cách do Nga tài trợ, đã gặp phải sự phản kháng của các lạt ma vì đây là đặc quyền của họ. Mông Cổ coi là làm phiền những nỗ lực của người Nga để giám sát việc sử dụng khoản vay thứ hai (người Nga tin rằng người đầu tiên đã bị chi tiêu nhiều) và cải cách hệ thống ngân sách nhà nước. Nhà ngoại giao Nga Aleksandr Miller, bổ nhiệm vào năm 1913, chứng tỏ là một sự lựa chọn nghèo như ông đã ít sự tôn trọng đối với hầu hết các quan chức Mông Cổ, người mà ông coi là không đủ năng lực trong cùng cực. Vị huấn luyện viên trưởng của Nga đã thành công tổ chức một lữ đoàn quân đội Mông Cổ. Những người lữ đoàn này biểu hiện sau này trong cuộc chiến chống lại quân đội Trung Quốc.
Sự bùng nổ của Thế chiến thứ nhất năm 1914 đòi hỏi Nga phải chuyển hướng năng lượng sang châu Âu. Đến giữa năm 1915, vị thế quân sự Nga đã xấu đi đến nỗi chính phủ Nga không còn lựa chọn nào khác ngoài việc bỏ bê các lợi ích của châu Á. Trung Quốc nhanh chóng lợi dụng sự phiền nhiễu của Nga gia tăng đột ngột sau cuộc cách mạng Bolshevik năm 1917.

## Những nỗ lực của Trung Quốc để "tái hội nhập" Mông Cổ

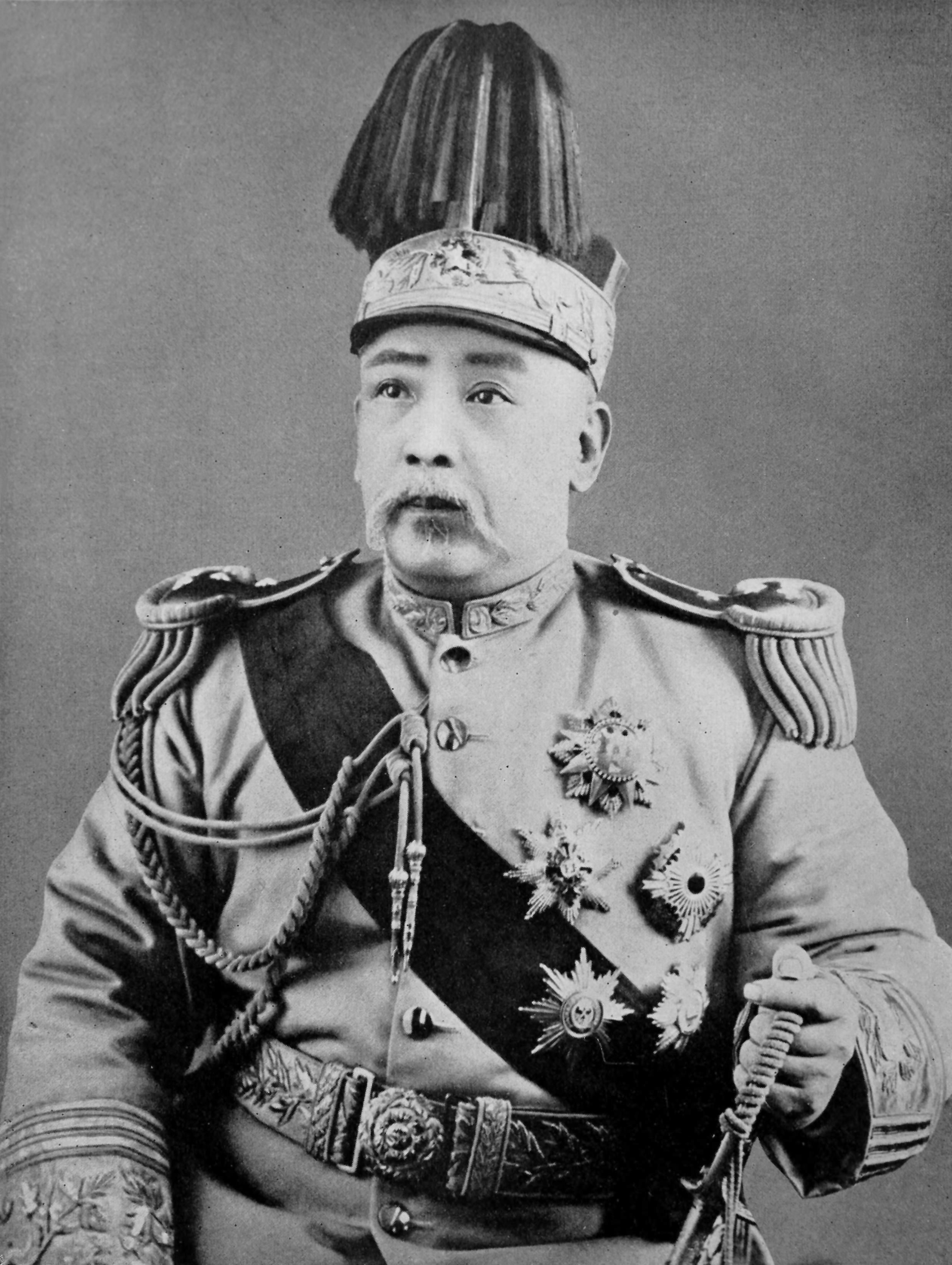
Viên Thế Khải, Tổng thống Trung Hoa Dân Quốc

Vào tháng 12 năm 1915, Viên Thế Khải, Tổng thống Trung Hoa Dân Quốc, đã gửi quà cho Bogd Khaan và vợ. Đổi lại, Bogd Khaan cử một phái đoàn gồm 30 người đến Bắc Kinh với quà tặng cho Khải: bốn con ngựa trắng và hai lạc đà (vợ ông Ekh Dagina đã gửi bốn con ngựa đen và hai lạc đà). Phái đoàn đã nhận được bản thân của Viên Thế Khải, bây giờ tuyên bố là nhà cai trị của phục hồi Đế quốc Trung Hoa. Phái đoàn gặp Viên Thế Khải vào ngày 10 tháng 2 năm 1916. Tại Trung Quốc, điều này được giải thích trong bối cảnh hệ thống sông ngòi truyền thống, khi tất cả các nhiệm vụ với quà tặng cho các nhà cai trị Trung Quốc được coi là dấu hiệu của sự trình. Về mặt này, các nguồn tin Trung Quốc cho biết một năm sau, Bogd Khaan đã đồng ý tham gia buổi lễ đầu tư – một nghi lễ chính thức của nhà Thanh mà theo đó các nhà lãnh đạo cấp cao nhận được bằng sáng chế và con dấu của việc bổ nhiệm triều đình; Khải đã trao cho anh ta món quà trang trí cao nhất của Trung Quốc; trang trí ít hơn nhưng quan trọng đã được trao cho các hoàng tử cao cấp Mông Cổ khác. Trên thực tế, sau khi kết thúc thỏa thuận Kyakhta năm 1914, Viên Thế Khải đã gửi một bức điện tín cho Bogd Khaan thông báo cho ông ta rằng ông ta đã được trao tặng danh hiệu "Bogd Jevzundamba Khutuan Khaan của Ngoại Mông" và sẽ được cung cấp một con dấu bằng vàng và một văn bằng vàng. Bogd Khaan trả lời: "Vì danh hiệu Bogd Jevzundamba Khutuktu Khaan của Ngoại Mông đã được Ikh Juntan ban tặng, nên không cần phải ban tặng lại và vì không có quy định nào về con dấu vàng và bằng vàng trong thỏa thuận ba bên, chính phủ của ông không có tư cách tiếp nhận chúng". Bogd Khaan đã được trao tặng con dấu vàng, tước vị và văn bằng của nhà Thanh.

## Cách mạng và nội chiến ởNga

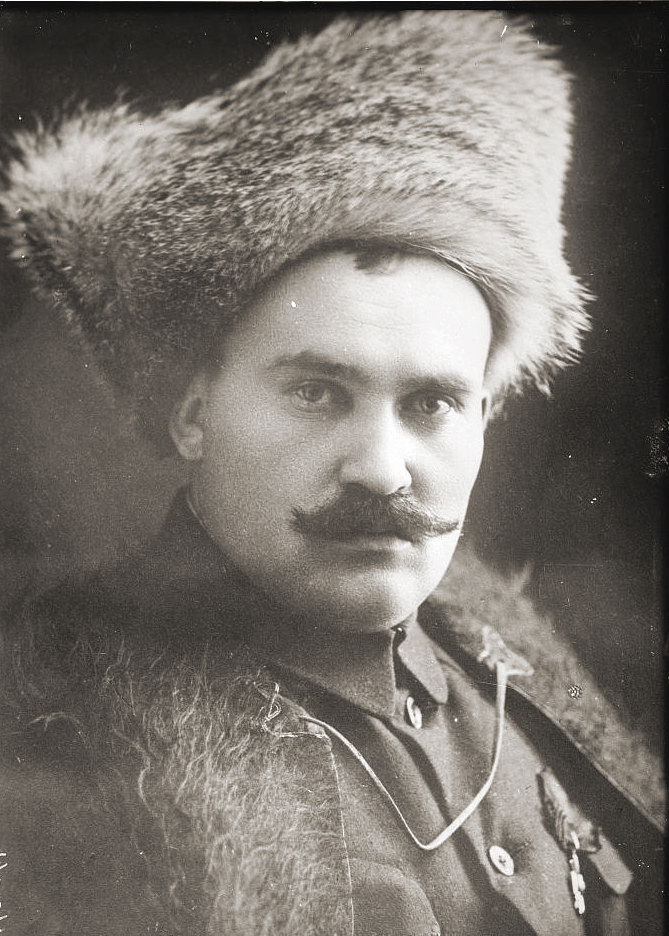
Grigory Semyonov

Cách mạng Bolshevik năm 1917 và cuộc nội chiến bùng nổ ở Nga đã tạo cơ hội cho Trung Quốc chuyển sang Mông Cổ. Bolshevik thành lập các hội đồng công nhân ở Siberia, một quá trình được hoàn thành cơ bản vào mùa hè năm 1918. Sự hiện diện của những người Bolshevik quá gần biên giới Mông Cổ khiến cả người Mông Cổ và Cao ủy Trung Quốc, Trần Nghi đều bất an. Những tin đồn lan tràn về quân đội Bolshevik chuẩn bị xâm chiếm đóng Mông Cổ. Cơ quan lãnh sự Cossack tại Urga, Uliastai và Khovd, theo truyền thống trung thành với Hoàng gia Romanov, đã mutinied và trái. Các cộng đồng Nga ở Mông Cổ đang trở nên tồi tệ, một số công khai ủng hộ chế độ Bolshevik mới. Cái cớ là sự xâm nhập của quân đội Nga trắng từ Siberia. Trần Nghi gửi điện tín cho quân đội yêu cầu Bắc Kinh và, sau nhiều nỗ lực, đã có thể thuyết phục chính phủ các Bogd Khaan để đồng ý với sự ra đời của một tiểu đoàn. Đến tháng 7 năm 1918, mối đe dọa của Liên Xô từ Siberia đã biến mất và Bộ trưởng Ngoại giao Mông Cổ nói với Chen Yi rằng quân đội không còn cần thiết. Tuy nhiên, tiểu đoàn Trung Quốc tiếp tục di chuyển và trong tháng 8 đã đến Urga.
Lực lượng chống Bolshevik ở châu Á được chia thành nhiều trung đoàn. Một được lãnh đạo bởi Tư lệnh tối cao Baekal Cossacks, Grigory Semyonov, người đã tập hợp một đội quân người Buryat và các nhà dân tộc Nội Mông Cổ để thành lập một quốc gia phiếm Mông Cổ. Semyonov và các đồng minh của ông đã thực hiện một số nỗ lực không thành công để khuyến khích chính phủ Bogd Khaan tham gia. Người Khalkha coi họ như những nhà lãnh đạo tự nhiên của Mông Cổ và sợ bị ngập chìm vào một hệ thống chính trị mới có thể sẽ dẫn dắt bởi Buryats, người mà Khalkhas rất không tin tưởng. Khi động lực thất bại, Semyonov đe dọa sẽ xâm chiếm Mông Cổ để buộc tuân thủ.
Bogd Khaanate đã ở một vị trí khó khăn. Một mặt, nó thiếu sức mạnh để đẩy lùi một cuộc tấn công pan-Mông Cổ; mặt khác, họ bị đắm chìm một cách sâu sắc bởi ý nghĩ về quân đội Trung Quốc ở Mông Cổ. Đội quân đầu tiên của quân đội Trung Quốc đến Urga vào tháng 7-1919. Hoàng tử NA Kudashev, đại sứ Nga tại Bắc Kinh, đã chỉ ra một sự vi phạm Hiệp định Kyakhta của Trung Quốc. Bước này mâu thuẫn với thỏa thuận Kyakhta đã được người Trung Quốc xem là bước đầu tiên hướng tới chủ quyền của Trung Quốc đối với Mông Cổ. Trong bất kỳ trường hợp nào, cuộc xâm lược phiếm Mông Cổ bị đe doạ không bao giờ được thực hiện vì sự bất đồng giữa người Buryat và người Nội Mông Cổ và giấc mơ của Semyonov về một quốc gia ở phiếm Mông Cổ đã chết.

## Bãi bỏ quyền tự trị Mông Cổ
Vào ngày 4 tháng 8 năm 1919, một cuộc tập họp của các hoàng tử đã diễn ra tại Urga để thảo luận lời mời của Semyonov tham gia phong trào pan-Mông Cổ; đó là vì Khalkhas bị đe dọa bởi một nhóm người theo chủ nghĩa phiếm Mông Cổ và hai trung đoàn Buryat tiến lên từ Dauria. Trong khi chiến dịch quân sự thất bại, Trung Quốc vẫn tiếp tục tăng số quân tại Mông Cổ. Vào ngày 13 tháng 8 năm 1919, Ủy viên Trần Nghi nhận được một tin nhắn từ "đại diện bốn aimags", yêu cầu Trung Quốc đến hỗ trợ của Mông Cổ chống lại Semyonov, nó cũng bày tỏ mong muốn của tầng lớp quý tộc Khalkha khôi phục lại hệ thống nhà Thanh trước đây. hoa hồng của Trung Quốc cao hơn là Bogd Khaan. Theo một công văn của Associated Press, một số thủ lĩnh Mông Cổ đã ký một bản kiến nghị yêu cầu Trung Quốc giành lại quyền quản lý Mông Cổ và chấm dứt quyền tự trị của Ngoại Mông.
Áp lực từ Trần Nghi về các hoàng tử Mông Cổ theo sau; đại diện của Bogd Khaan cũng tham gia đàm phán. Cuối cùng, các hoàng tử đồng ý trên một danh sách dài các nguyên tắc, sáu mươi bốn điểm "Về việc chính phủ Trung Quốc tôn trọng Ngoại Mông và cải thiện vị trí của cô trong tương lai sau khi tự bãi bỏ chế độ chuyên quyền". Theo tài liệu của Đại sứ Kudashev, đa số các hoàng tử ủng hộ việc bãi bỏ quyền tự trị Bogd Khaan đã cử một phái đoàn tới Tổng thống Hoa Kỳ bằng các quan chức Trung Quốc Trung Quốc với một bức thư phàn nàn rằng các kế hoạch xóa bỏ quyền tự chủ là một mưu kế của cao ủy một mình và không phải là mong muốn của nhân dân Mông Cổ. vào ngày 28 Tháng 10 năm 1919, Quốc hội Trung Quốc thông qua các bài viết. Tổng thống Từ Thế Xương gửi một hòa giải bức thư gửi đến Bogd Khaan, cam kết tôn trọng tình cảm Mông Cổ và tôn kính Jebtsundamba Khututktu và đức tin Phật giáo.

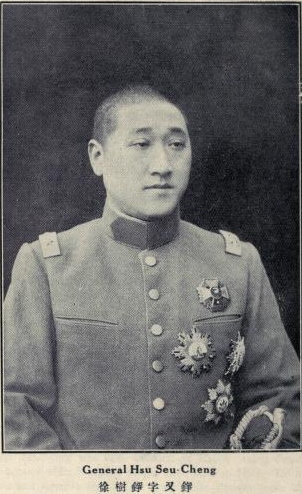
Tướng Từ Thụ Tranh

Một vài tháng trước đó, chính phủ Trung Quốc đã bổ nhiệm làm Ủy viên Biên giới Tây Bắc mới Từ Thụ Tranh, một lãnh chúa có ảnh hưởng và thành viên nổi bật của quân phiệt An Huy thân Nhật Bản trong Quốc hội Trung Quốc. Tranh đã có một tầm nhìn cho Mông Cổ rất khác với những gì được phản ánh trong Sáu mươi bốn điểm. Nó trình bày một kế hoạch lớn cho tái thiết. Đến với một hộ tống quân đội ở Urga vào ngày 29 tháng 10, ông thông báo cho người Mông Cổ rằng Sáu mươi bốn điểm sẽ cần được đàm phán lại. Ông đã đưa ra nhiều điều kiện khắc nghiệt hơn, "Tám bài báo", kêu gọi tuyên bố chủ quyền trên Mông Cổ, tăng dân số Mông Cổ (có lẽ là thông qua việc Trung Quốc hoá), và thúc đẩy thương mại, công nghiệp và nông nghiệp. The Mongols resisted, prompting Xu to threaten to deport the Bogd Khaan to China if he did not immediately agree to the conditions. Người Mông Cổ chống lại, khiến Xu đe dọa trục xuất Bogd Khaan về Trung Quốc nếu anh ta không đồng ý ngay với các điều kiện. Để nhấn mạnh điểm này, Xu đặt quân đội ở phía trước cung điện Bogd Khaan. Nhật Bản là những người đã ra lệnh cho những quân phiệt Trung Quốc thân Nhật này chiếm đóng Mông Cổ để ngăn chặn một cuộc cách mạng có thể lan tràn từ những người cách mạng Nga sang Mông Cổ và Bắc Trung Quốc. Sau khi người Trung Quốc hoàn thành việc chiếm đóng, người Nhật đã bỏ rơi họ và bỏ rơi họ.
Tám bài viết được đưa ra trước Quốc hội Mông Cổ vào ngày 15 tháng 11. Hạ viện đã chấp nhận các Điều; Hạ viện không, với một số thành viên kêu gọi kháng chiến, nếu cần thiết. Các nhà sư Phật giáo chống lại hầu hết tất cả, nhưng các quý tộc của nhà thượng lưu thắng thế. Một bản kiến nghị chấm dứt quyền tự trị, được ký bởi các bộ trưởng và các bộ trưởng của chính phủ Bogd Khaan, đã được trình lên Tranh. Bogd Khaan từ chối đóng con dấu của mình cho đến khi bị ép buộc bởi thực tế là thủ tướng mới Gonchigjalzangiin Badamdorj, được đặt theo lệnh Từ Thụ Tranh, và lực lượng bảo thủ đã chấp nhận những yêu cầu của Trung Quốc. Văn phòng của ủy ban cao đã bị bãi bỏ, và Trần Nghi đã được triệu hồi. Sự thành công của Tranh đã được tổ chức rộng rãi ở Trung Quốc. Ngày 1 tháng 1 và những ngày sau đó đã được tuyên bố ngày lễ và tất cả các tổ chức chính phủ ở Bắc Kinh và các tỉnh đều đóng cửa.
Từ Thụ Tranh quay trở lại Mông Cổ vào tháng 12 để tham dự "nhậm chức" của Bogd Khaan, diễn ra vào ngày 1 tháng 1 năm 1920. Đó là một buổi lễ phức tạp: lính Trung Quốc lót hai bên đường đi đến cung điện; bức chân dung của Tổng thống Trung Quốc được ghi nhận trên một cái kiệu, tiếp theo là quốc kỳ Trung Quốc và dàn chũm chọe và trống. Người Mông Cổ có nghĩa vụ phải tự vươn lên trước những biểu tượng của chủ quyền Trung Quốc. Đêm hôm đó, những người chăn cừu và lạt ma tụ tập bên ngoài cung điện và giận dữ xé toạc các lá cờ của Trung Hoa Dân Quốc treo trên cửa.
Tranh đã di chuyển ngay lập tức để thực hiện Tám điều. Các cánh cửa của các bộ ngành cựu Mông Cổ bị khóa, và các lính Trung Quốc đăng ở phía trước. Một chính phủ mới gồm tám sở được thành lập. Quân đội Mông Cổ đã được giải ngũ, vũ khí của nó bị bắt giữ, và cả giáo dân và giáo dân bị cấm sử dụng từ "nhà nước Mông Cổ" (Mongol uls) trong thư tín chính thức của họ.
Hoàng tử Darchin Ch'in Wang của Tusiyetu Khan Aimak là người ủng hộ sự cai trị của Trung Quốc trong khi em trai của ông là Tsewang là người ủng hộ Ungern-Sternberg.

## Kết thúc

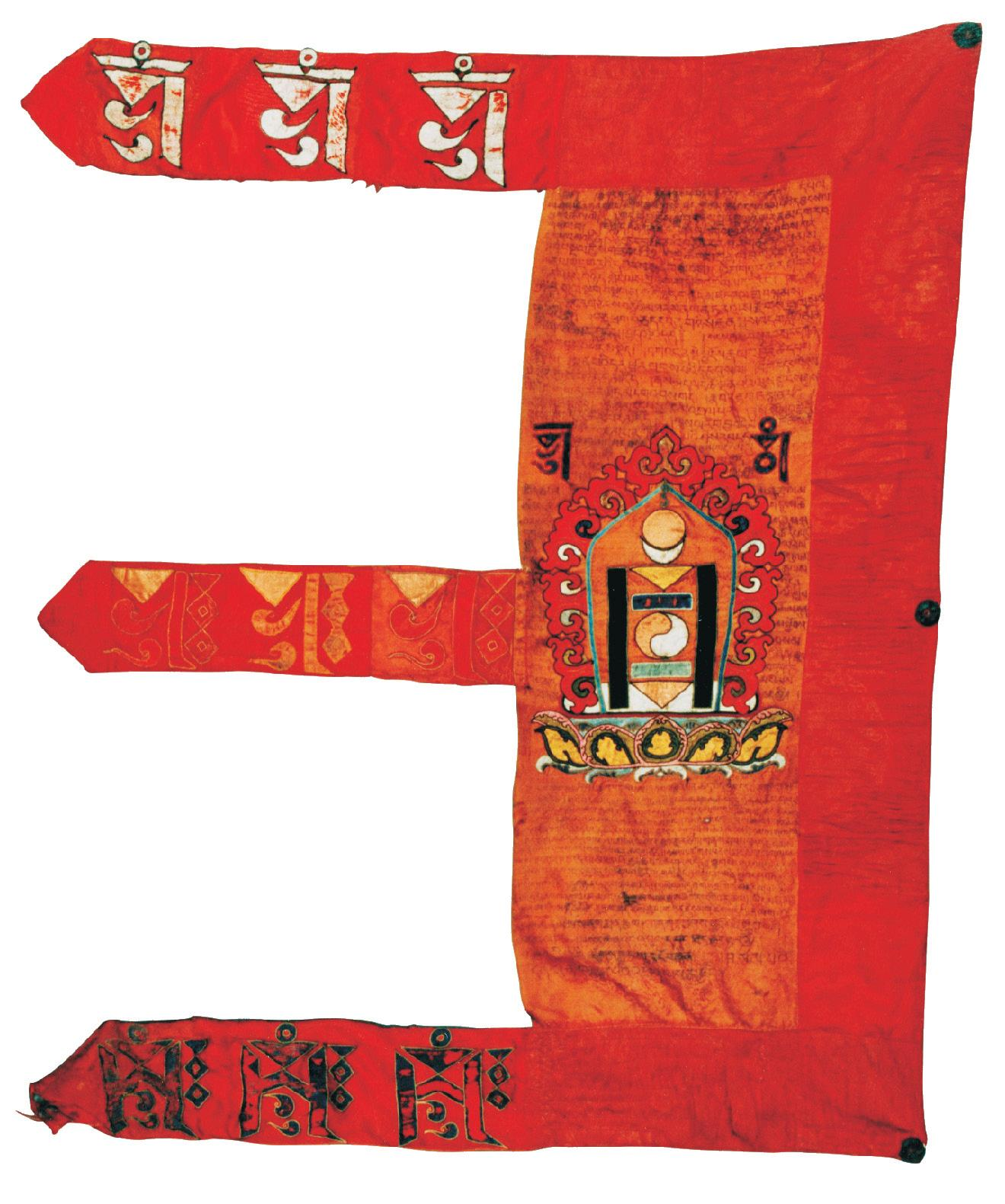
Quốc kỳ Mông Cổ, bảo quản trong Bảo tàng Lịch sử Quốc gia Mông Cổ

Chính quyền nhà Thanh đã bắt tay vào một kế hoạch vĩ đại, "Chính sách mới", nhằm mục đích hòa nhập Mông Cổ vào Trung Quốc và mở ra cách giải quyết nông nghiệp của người Hán. Nhiều người Mông Cổ coi hành vi này là vi phạm các thỏa thuận cũ khi họ thừa nhận quyền lực của triều đại Mãn Châu, đặc biệt là bảo vệ trật tự xã hội truyền thống trên đất Mông Cổ, và do đó bắt đầu tìm kiếm sự độc lập. Sự sụp đổ của nhà Thanh vào năm 1911, được thực hiện theo các từ ngữ dân tộc của người Hán, dẫn tới sự hình thành của Trung Hoa Dân Quốc; sau đó khái niệm ban đầu được gọi là "Ngũ tộc Ngũ Cộng hòa". Nhà nước Trung Quốc mới được thành lập đã tuyên bố tất cả lãnh thổ đế quốc, bao gồm Mông Cổ. Các quan chức Mông Cổ rõ ràng rằng sự phụ thuộc của họ đối với hoàng đế nhà Thanh và do đó không phải là trung thành với nước Cộng hòa Trung Quốc mới. Trong khi một số người Mông Cổ ở Nội Mông tỏ ý sẵn sàng tham gia vào Trung Quốc, Ngoại Mông, cùng với một phần của Nội Mông, tuyên bố độc lập của Trung Quốc. Những người Ngoại Mông được Bạch vệ tấn công Roman Sternberg sau cuộc Cách mạng Nga năm 1917. Việc bãi bỏ chế độ độc tài của Mông Cổ bởi Từ Thụ Tranh năm 1919 đã làm cho phong trào độc lập của Mông Cổ trở lại. Hai nhóm kháng chiến nhỏ được thành lập, sau đó trở thành Đảng Nhân dân Mông Cổ (đổi tên thành Đảng Cách mạng Nhân dân Mông Cổ), nhằm tìm cách bảo vệ độc lập và Nga.
Người ta đã đề nghị rằng Trương Tác Lâm ("Ba tỉnh miền Đông" của Trung Quốc) đi theo Ngoại Mông do Bogda Khan và Bodo quản lý vào năm 1922 sau khi những người Cộng sản Mông Cổ ủng hộ Liên Xô chiếm quyền kiểm soát Ngoại Mông.